# Carolin Dietrich (Leichtathletin)
Carolin Dietrich, geborene Carolin Nytra (* 26. Februar 1985 in Hamburg), ist eine ehemalige deutsche Leichtathletin, welche sich auf den 100-Meter-Hürdenlauf spezialisiert hatte.

## Berufsweg
Nach dem Abitur 2004, absolvierte Nytra in Hamburg erfolgreich eine Lehre als Bankkauffrau und studierte ab 2006 an der Universität Oldenburg Betriebswirtschaftslehre für Leistungssportlerinnen und Leistungssportler (B.A.), wobei der Online-Studiengang den Vorteil bietet viel unterwegs sein zu können. Für das Studium erhielt sie ein Stipendium bis 2010.
Ende 2010 wechselte Nytra nach Mannheim. Im Rahmen ihres Bachelor-Studiums arbeitete sie beim Mannheimer Stadtmarketing im Bereich PR und Events. Dass der Wechsel überhaupt möglich war, ist den gemeinsamen Anstrengungen von MTG Mannheim, Stiftung Deutsche Sporthilfe, Stadt Mannheim und Stadtmarketing Mannheim GmbH zu verdanken, dass nicht nur die sportlichen, sondern auch die beruflichen Rahmenbedingungen für die Sportlerin stimmten, und sie ihre Bachelorarbeit rund um das Thema Erfolgreiche Sportler als Imagetreiber im Stadtmarketing schreiben konnte. Ihre Idealvorstellung wäre ein Job im Athleten-Management eines großen Sportunternehmens. Nachdem Nytra ihr
berufsbegleitendes Studium absolviert hatte, arbeitete sie seit Anfang 2015 als Referentin der Geschäftsführung bei einer Veranstaltungsagentur in Mannheim.
Dietrich, wie Nytra seit ihrer Heirat heißt, folgte Mitte 2015 ihrem Mann, der beruflich nach Leipzig gewechselt hatte, und erhielt bei dessen Arbeitgeber eine Anstellung in der Marketingabteilung. Von ihrem Arbeitgeber, der 2016 in die 1. Fußballbundesliga aufgestiegen war, bekam sie im selben Jahr eine „unglaubliche Stelle“ angeboten. Sie ist aktuell für die RasenBallsport Leipzig GmbH als Leiterin Internationalisierung tätig.

## Sportliche Karriere
1997 hatte Nytra mit der Leichtathletik angefangen, war 1999 in den Wettkampfbetrieb eingestiegen und 2000 das erste Mal bei Deutschen Meisterschaften dabei.
2004 wurde Nytra Deutsche Jugendmeisterin und Sechste der Juniorenweltmeisterschaften in Grosseto.
2005 gewann sie bei den Deutschen Juniorenmeisterschaften und wurde Sechste bei den U23-Europameisterschaften in Erfurt.
2007 siegte sie in Erfurt bei den Deutschen Meisterschaften. Allerdings reichte die dabei erzielte Zeit von 13,24 s nicht, um sich für die Weltmeisterschaften in Osaka zu qualifizieren. Bei den U23-Europameisterschaften im selben Jahr in Debrecen wurde sie erneut Sechste. Bis 2010 konnte sie ihren Deutschen Meistertitel verteidigen.
Am 30. Juli 2008, kurz vor ihrem Start bei den Olympischen Spielen in Peking, wo sie am 18. August 2008 mit 12,99 s im Halbfinale ausschied, verbesserte Nytra in Leverkusen ihren persönlichen Rekord auf 12,82 s.
2009 wurde sie bei den Halleneuropameisterschaften 2009 in Turin Neunte. In der Freiluftsaison gewann sie bei den Deutschen Meisterschaften in Ulm und qualifizierte sich mit neuer persönlicher Bestleistung von 12,78 s für die Weltmeisterschaften in Berlin. Dort schied sie im Halbfinale mit 12,94 s aus.

Nytra nach dem Gewinn der Bronzemedaille bei den Europameisterschaften 2010

Im Juni 2010 lief sie beim Meeting „Weltklasse hinterm Deich“ in Cuxhaven im Vorlauf 12,79 s und im Finale 12,83 s und verfehlte ihre persönliche Bestleistung nur um eine Hundertstelsekunde. Sie setzte sich mit dieser Leistung an die Spitze der europäischen Bestenliste. Beim Diamond-League-Meeting in Lausanne verbesserte Nytra am 8. Juli 2010 ihre Bestleistung auf 12,57 s, die siebtbeste jemals durch eine deutsche Läuferin über diese Strecke erzielte Zeit. Bei den Europameisterschaften 2010 in Barcelona gewann sie als Führende der europäischen Bestenliste in 12,68 s Bronze.
Nytra hatte zum Jahr 2005 von der LG Hausbruch-Neugraben-Fischbek aus Hamburg zum TuS Komet Arsten in Bremen gewechselt. Nach dem Ende der Saison 2010 gab sie ihren Wechsel zur MTG Mannheim bekannt.
2011 gewann Nytra bei den Halleneuropameisterschaften 2011 in Paris die Goldmedaille mit persönlicher Bestleistung von 7,80 s im 60-Meter-Hürdenlauf. Eine Gelenkverletzung verhinderte ihre Teilnahme an den Weltmeisterschaften im selben Jahr im südkoreanischen Daegu.
Im Juni 2012 lief sie in Mannheim ihr erstes Freiluftrennen nach 22 Monaten und erfüllte hier die Norm für die Olympischen Spiele in London. Eine Woche später wurde sie in Wattenscheid zum fünften Mal Deutsche Meisterin. Bei den Spielen in London erreichte sie das Halbfinale.
In der Saison 2013 griff Nytra nach Operationen an beiden Fersen nicht in das Wettkampfgeschehen ein, das geplante Comeback für 2014 musste sie verschieben, da sie nicht rechtzeitig in Form kam.
Bei den Deutschen Hallenmeisterschaften 2015 belegte sie den 4. Platz, konnte aber keine Freiluftsaison bestreiten.

## Karriereende
Ursprünglich wollte Dietrich ihre sportliche Karriere mit den Olympischen Spielen 2016 in Rio de Janeiro beenden. Am 9. Juni 2016 gab sie jedoch auf ihrer Webseite den Abschied vom aktiven Leistungssport bekannt.
Drei Jahre lang hatte Dietrich aufgrund von Fersenproblemen und -operationen keine Freiluftwettkämpfe mehr bestritten, bis sie beim Sparkassenmeeting am 29. Mai 2016 in Jena wieder antrat (13,55 s) und bei diesem ersten und einzigen Saisonstart feststellen musste, dass die Beschwerden, die nach dem Rennen wieder auftraten, deutlich machten, dass ihr Körper der weiteren Trainingsbelastung zur Normerreichung (13,00 s) für die Olympischen Spiele in Rio de Janeiro kaum standhalten würde. Nach Rücksprache mit ihrem behandelnden Arzt kam sie zu dem Entschluss, dass mit der weiteren Aufbelastung ihre Gesundheit nach der extremen Reaktion eines einzelnen Wettkampflaufes sehr gefährdet wäre und eine schlimmere Verletzung nicht auszuschließen sei.

## Trivia
Carolin Nytra war von 2007 bis 2013 mit dem Halleneuroparekordler im Weitsprung Sebastian Bayer liiert. Sie heiratete den Athletiktrainer Nicklas Dietrich und startete seit 2014 unter dem Namen Carolin Dietrich.

## Ehrungen
Nytra wurde 2008 und 2009 Sportlerin des Jahres im Land Bremen.

## Persönliche Bestleistungen
- 100 Meter Hürden: 12,57 s, Lausanne 2010
- 60 Meter Hürden (Halle): 7,80 s, Paris (Bercy) 2011

## Leistungsentwicklung
| Jahr | 100 m Hürden | 60 m Hürden |
| ---- | ------------ | ----------- |
| 2004 | 13,54 s      |             |
| 2005 | 13,28 s      | 8,40 s      |
| 2006 | 13,32 s      |             |
| 2007 | 13,17 s      | 8,42 s      |
| 2008 | 12,82 s      | 8,19 s      |
| 2009 | 12,78 s      | 8,05 s      |
| 2010 | 12,57 s      | 7,89 s      |
| 2011 |              | 7,80 s      |
| 2012 | 12,74 s      | 7,97 s      |